# 項帶重牙鯛
項帶重牙鯛為輻鰭魚綱鱸形目鱸亞目鯛科的其中一種，分布於東大西洋區，包括地中海、黑海、法國比斯開灣至加納利群島等海域，棲息深度可達160公尺，體長可達45公分，棲息在沙底質、岩石底質海域，屬肉食性，以甲殼類、蠕蟲及軟體動物等為食，可做為食用魚、觀賞魚及遊釣魚。